# Martin Behr
Martin Michael Behr, né le 30 août 1841 à Francfort-sur-le-Main et décédé à l'âge de 62 ou 63 ans en 1904, est un entrepreneur allemand.

## Biographie
Après un voyage via les États-Unis et la Chine, Behr arrive au Japon en février 1869 et travaille pour la compagnie d'assurance Walsh, Hall & Co basée à Yokohama. Le 3 juin 1870, il loue l'emplacement 23  à Tsukiji et commence la construction de locaux. L'emplacement 41 proche est alors loué par son compatriote Heinrich Ahrens qui commence également la construction de locaux. Behr devient ensuite partenaire de son entreprise d'import-export H. Ahrens & Co.. La connaissance du japonais des deux hommes contribue à la réussite de l'entreprise.
Début janvier 1871, la construction des locaux est achevée. Behr est nommé agent au consulat allemand à Tokyo, poste qui favorise la signature de contrats d'affaires. Fin 1870, Takata Shinzō, un apprenti japonais, commence à travailler dans l'entreprise qui réalise de plus en plus de contrats avec le gouvernement japonais. En avril 1871, Ahrens se rend en Europe et ne revient au Japon que 2 ans et demi plus tard. Durant cette période, Behr dirige la compagnie. Fin janvier 1874, il se rend lui-même en Europe pour superviser le transfert de la filiale de Berlin à Londres. Des différends avec Ahrens mènent à une séparation en 1879. Ahrens considérait qu'il fallait travaillait avec des partenaires privés tandis que Behr donnait la priorité au gouvernement japonais. 
Après ce divorce commercial, Behr fonde la compagnie d'import Behr & Co.. Il réemploie Takata Shinzō. En 1880, le politicien Sanjō Sanetomi annonce que désormais tous les biens étrangers seront uniquement distribués par des marchands japonais. Cette nouvelle réglementation provoque la fin de l'entreprise de Behr qui ferme en été 1881. Il transfère ses droits commerciaux à Takata Shinzō qui fonde Takata & Co., compagnie qui continue les contrats avec le gouvernement japonais et devient l'une des plus grandes entreprises de commerce du Japon.
Il quitte le Japon le 19 octobre 1881 bien qu'il ne démissionne officiellement du consulat de Tokyo que le 3 avril 1884. Il ne reviendra plus jamais dans ce pays et passe les 23 dernières années de sa vie en Europe.

## Vie privée
Behr était lié à la famille Bing de Hambourg. Son cousin Siegfried Bing avait épousé sa sœur Johanna en 1868. Behr était visiblement très proche de la sœur de l'ingénieur des mines britannique Erasmus Gower avec qui il a une fille qui est adoptée par Takata Shinzō avant que Behr ne retourne en Europe. Elle est nommée Takata Teruko et épousera le géologue Harada Toyokichi.
Behr possédait avec Eberhard Schmid, le second partenaire de Ahrens & Co., la société allemande d'histoire naturelle et d'ethnologie d'Asie orientale fondée au Japon en mars 1873. 
Behr était ami avec ses compatriotes expatriés Curt Netto, Heinrich Edmund Naumann, Erwin Bälz. Il possédait également une autre propriété, en plus de son emplacement 23, près de la gare de Meguro, que Bälz surnommait « le manoir ». Behr vendit ce terrain à Heinrich von Siebold (de) (1852-1908), le deuxième fils de Philipp Franz von Siebold. 
Behr avait également des contacts dans le monde du spectacle japonais. Il connaissait personnellement plusieurs peintres célèbres comme Kawanabe Kyōsai. Il possédait une grande collection d'œuvres d'art.